# Tapum! La storia delle armi
Tapum! La storia delle armi è un cortometraggio d'animazione del 1958, primo corto del regista Bruno Bozzetto, divenuto poi famoso per opere quali West and Soda, Vip - Mio fratello superuomo, Allegro non troppo e molti altri film d'animazione.

## Trama
Il cortometraggio descrive in tono comico e satirico la storia dello sviluppo delle armi e del rapporto dell'uomo con esse.